# Connaught Engineering

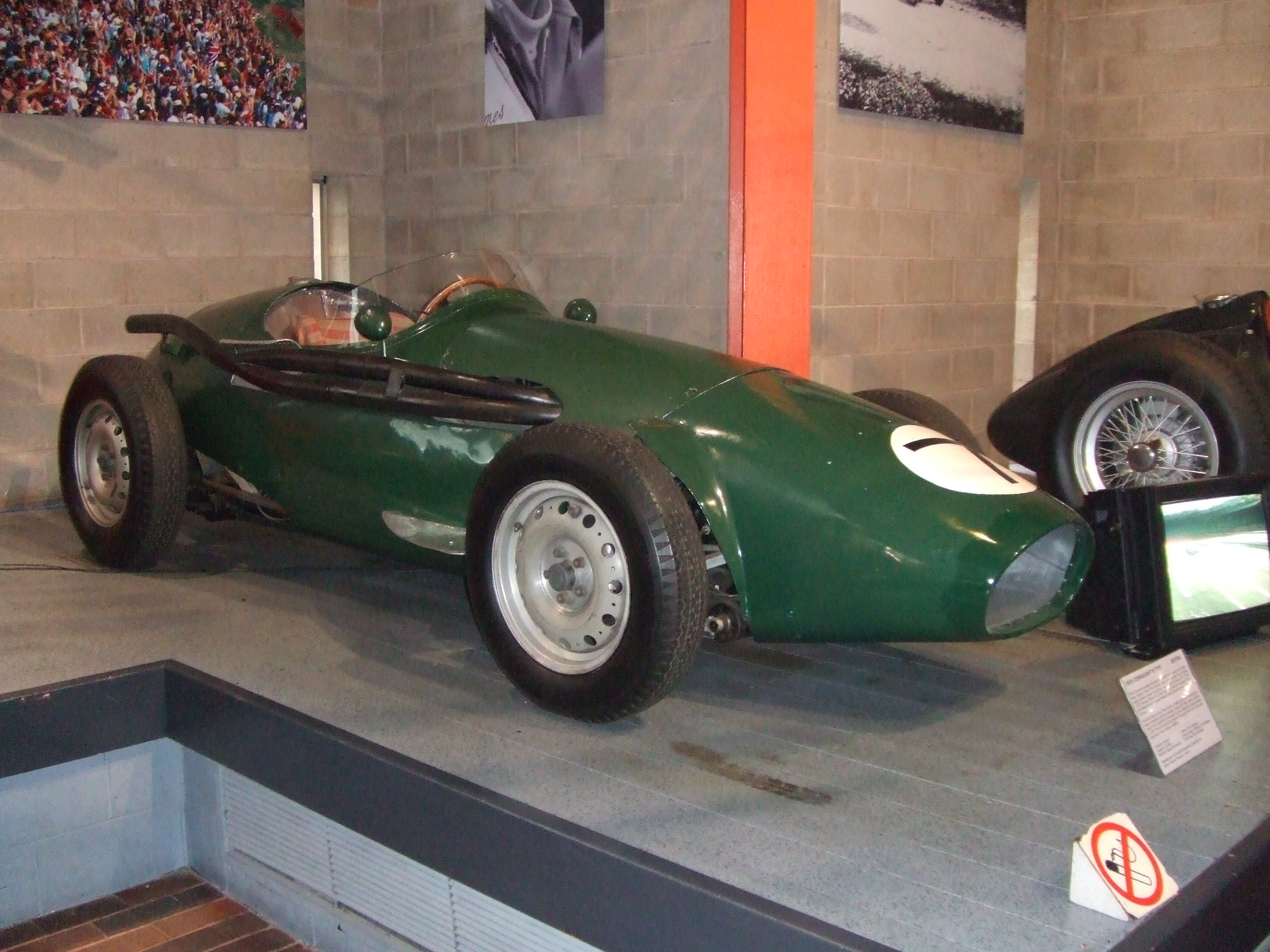
Connaught Type B, modelo que logró el único podio del constructor en Fórmula 1.

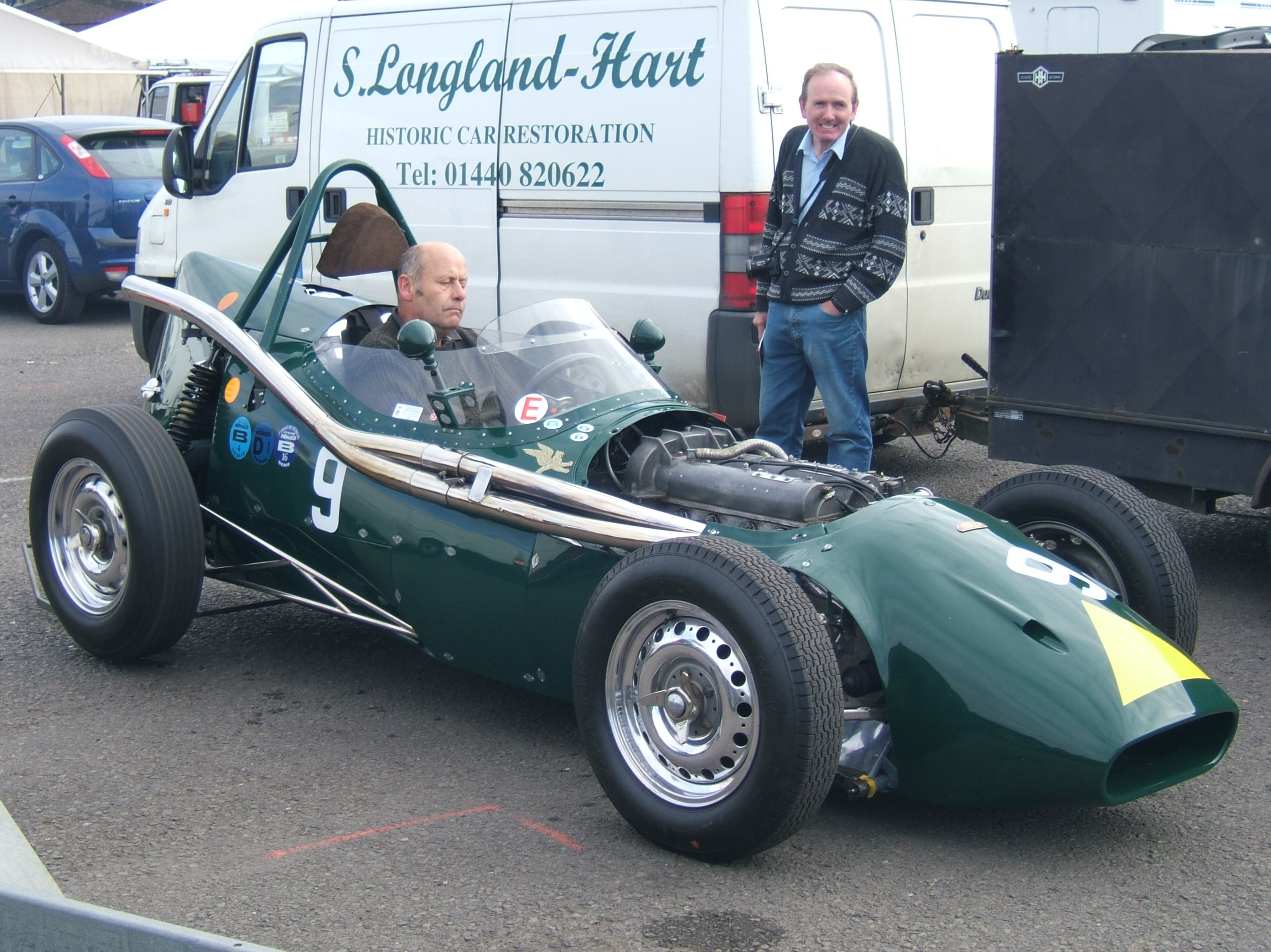
Connaught Type C en una exposición en Donington Park, 2007.

Connaught Engineering, más conocido sencillamente como Connaught, fue un constructor de Fórmula 1 y Fórmula 2 y fabricante de automóviles deportivos británico. Fundado en 1950 por Rodney Clarke y Mike Oliver y con el apoyo económico del piloto Kenneth McAlpine.
El nombre Connaught deriva de Continental Autos, el taller en Surrey, que se especializaba en ventas y reparación automóviles deportivos europeos como Bugatti, donde fabricaron sus creaciones.
La marca comenzó a fabricar automóviles de Fórmula 2. Cuando el Campeonato Mundial adoptó el reglamento de este tipo de vehículos en 1952, Connaught comenzó a competir en él con el Type A, el cual utilizó un motor Lea-Francis 2.0 L4.
Dejaron de correr en 1954 de manera oficial debido al nuevo cambio de reglamento. Solamente compitieron pilotos con monoplazas privados. Al año siguiente volvieron con el Type B y su Alta 2.5 L4 para correr una carrera. Fuera del campeonato, la marca ganó el Gran Premio de Siracusa con Tony Brooks. En 1956 fue el mejor año en cuanto a resultados en el campeonato, con un podio (Ron Flockhart en Italia 1956) y otras dos posiciones de puntos.
La fábrica cerro en 1957 por problemas económicos. Bernie Ecclestone, entonces mánager del piloto Stuart Lewis-Evans, decidió comprar los chasis para competir de forma privada en la temporada 1958. En 1959 el piloto Paul Emery creó el Type C, el cual participó en un GP, el último de Connaught en F1.
En total, participó en 18 Grandes Premios puntuables desde 1952 hasta 1959, consiguiendo un podio y 17 puntos en el campeonato de pilotos.
La empresa reapareció en los años 2000, cuando mostraron el Type D Syracuse con la intención de empezar a comercializarlos a finales de ese año. Finalmente la producción se canceló.

## Resultados

### Fórmula 1
(Clave) (negrita indica pole position) (cursiva indica vuelta rápida)

| Año     | Chasis | Motor              | Pilotos                    | Neu.                  | 1   | 2   | 3   | 4   | 5   | 6    | 7   | 8   | 9   | 10  | 11  | Puntos | Pos. |
| ------- | ------ | ------------------ | -------------------------- | --------------------- | --- | --- | --- | --- | --- | ---- | --- | --- | --- | --- | --- | ------ | ---- |
| 1952    | Type A | Lea-Francis 2.0 L4 | Ken Downing                | Ken Downing           | SUI | 500 | BEL | FRA | GBR | GER  | NED | ITA |     |     |     | -1     | -1   |
| 1952    | Type A | Lea-Francis 2.0 L4 | Ken Downing                | Ken Downing           |     | Ret |     |     |     |      |     |     |     |     |     | -1     | -1   |
| 1952    | Type A | Lea-Francis 2.0 L4 | Connaught Engineering      | Ken Downing           |     |     |     |     | 9   |      |     |     |     |     |     | -1     | -1   |
| 1952    | Type A | Lea-Francis 2.0 L4 | Connaught Engineering      | Eric Thompson         |     |     |     |     | 5   |      |     |     |     |     |     | -1     | -1   |
| 1952    | Type A | Lea-Francis 2.0 L4 | Connaught Engineering      | Kenneth McAlpine      |     |     |     |     | 16  |      |     | Ret |     |     |     | -1     | -1   |
| 1952    | Type A | Lea-Francis 2.0 L4 | Connaught Engineering      | Stirling Moss         |     |     |     |     |     |      |     | Ret |     |     |     | -1     | -1   |
| 1952    | Type A | Lea-Francis 2.0 L4 | Connaught Engineering      | Dennis Poore          |     |     |     |     | 4   |      |     |     |     |     |     | -1     | -1   |
| 1952    | Type A | Lea-Francis 2.0 L4 | Connaught Racing Syndicate | Dennis Poore          |     |     |     |     |     |      |     | 12  |     |     |     | -1     | -1   |
| 1953    | Type A | Lea-Francis 2.0 L4 | Connaught Engineering      | Kenneth McAlpine      | ARG | 500 | NED | BEL | FRA | GBR  | GER | SUI | ITA |     |     | -1     | -1   |
| 1953    | Type A | Lea-Francis 2.0 L4 | Connaught Engineering      | Kenneth McAlpine      |     |     | Ret |     |     | Ret  | 13  |     | NC  |     |     | -1     | -1   |
| 1953    | Type A | Lea-Francis 2.0 L4 | Connaught Engineering      | Stirling Moss         |     |     | 9   |     |     |      |     |     |     |     |     | -1     | -1   |
| 1953    | Type A | Lea-Francis 2.0 L4 | Connaught Engineering      | Roy Salvadori         |     |     | Ret |     | Ret | Ret  | Ret |     | Ret |     |     | -1     | -1   |
| 1953    | Type A | Lea-Francis 2.0 L4 | Connaught Engineering      | Prince Bira           |     |     |     |     | Ret | 7    | Ret |     |     |     |     | -1     | -1   |
| 1953    | Type A | Lea-Francis 2.0 L4 | Connaught Engineering      | Jack Fairman          |     |     |     |     |     |      |     |     | NC  |     |     | -1     | -1   |
| 1953    | Type A | Lea-Francis 2.0 L4 | Ecurie Belge               | Johnny Claes          |     |     | Ret |     | 12  |      | Ret |     | Ret |     |     | -1     | -1   |
| 1953    | Type A | Lea-Francis 2.0 L4 | Ecurie Belge               | André Pilette         |     |     |     | NC  |     |      |     |     |     |     |     | -1     | -1   |
| 1953    | Type A | Lea-Francis 2.0 L4 | Ecurie Ecosse              | Ian Stewart           |     |     |     |     |     | Ret  |     |     |     |     |     | -1     | -1   |
| 1953    | Type A | Lea-Francis 2.0 L4 | Rob Walker Racing Team     | Tony Rolt             |     |     |     |     |     | Ret  |     |     |     |     |     | -1     | -1   |
| 1954    | Type A | Lea-Francis 2.0 L4 | Leslie Marr                | Leslie Marr           | ARG | 500 | BEL | FRA | GBR | GER  | SUI | ITA | ESP |     |     | -1     | -1   |
| 1954    | Type A | Lea-Francis 2.0 L4 | Leslie Marr                | Leslie Marr           | 13  |     |     |     |     |      |     |     |     |     |     | -1     | -1   |
| 1954    | Type A | Lea-Francis 2.0 L4 | Bill Whitehouse            | Bill Whitehouse       |     |     |     |     | Ret |      |     |     |     |     |     | -1     | -1   |
| 1954    | Type A | Lea-Francis 2.0 L4 | Sir Jeremy Boles           | Don Beauman           |     |     |     |     | 11  |      |     |     |     |     |     | -1     | -1   |
| 1954    | Type A | Lea-Francis 2.0 L4 | Ecurie Ecosse              | Leslie Thorne         |     |     |     |     | 14  |      |     |     |     |     |     | -1     | -1   |
| 1954    | Type A | Lea-Francis 2.0 L4 | Rob Walker Racing Team     | John Riseley-Prichard |     |     |     |     | Ret |      |     |     |     |     |     | -1     | -1   |
| 1955    | Type B | Alta 2.5 L4        | Connaught Engineering      | Kenneth McAlpine      | ARG | MON | 500 | BEL | NED | GBR  | ITA |     |     |     |     | -1     | -1   |
| 1955    | Type B | Alta 2.5 L4        | Connaught Engineering      | Kenneth McAlpine      | Ret |     |     |     |     |      |     |     |     |     |     | -1     | -1   |
| 1955    | Type B | Alta 2.5 L4        | Connaught Engineering      | Jack Fairman          |     |     |     |     |     | DNS  |     |     |     |     |     | -1     | -1   |
| 1955    | Type B | Alta 2.5 L4        | Connaught Engineering      | Tony Rolt             |     |     |     |     |     | Ret‡ |     |     |     |     |     | -1     | -1   |
| 1955    | Type B | Alta 2.5 L4        | Connaught Engineering      | Peter Walker          |     |     |     |     |     | Ret‡ |     |     |     |     |     | -1     | -1   |
| 1955    | Type B | Alta 2.5 L4        | Leslie Marr                | Leslie Marr           |     |     |     |     |     | Ret  |     |     |     |     |     | -1     | -1   |
| 1956    | Type B | Alta 2.5 L4        | Connaught Engineering      | Archie Scott Brown    | ARG | MON | 500 | BEL | FRA | GBR  | GER | ITA |     |     |     | -1     | -1   |
| 1956    | Type B | Alta 2.5 L4        | Connaught Engineering      | Archie Scott Brown    |     |     |     |     |     | Ret  |     | DNP |     |     |     | -1     | -1   |
| 1956    | Type B | Alta 2.5 L4        | Connaught Engineering      | Desmond Titterington  |     |     |     |     |     | Ret  |     |     |     |     |     | -1     | -1   |
| 1956    | Type B | Alta 2.5 L4        | Connaught Engineering      | Jack Fairman          |     |     |     |     |     | 4    |     | 5   |     |     |     | -1     | -1   |
| 1956    | Type B | Alta 2.5 L4        | Connaught Engineering      | Ron Flockhart         |     |     |     |     |     |      |     | 3   |     |     |     | -1     | -1   |
| 1956    | Type B | Alta 2.5 L4        | Connaught Engineering      | Les Leston            |     |     |     |     |     |      |     | Ret |     |     |     | -1     | -1   |
| 1956    | Type B | Alta 2.5 L4        | Piero Scotti               | Piero Scotti          |     |     |     | Ret |     |      |     |     |     |     |     | -1     | -1   |
| 1957    | Type B | Alta 2.5 L4        | Connaught Engineering      | Stuart Lewis-Evans    | ARG | MON | 500 | FRA | GBR | GER  | PES | ITA |     |     |     | -1     | -1   |
| 1957    | Type B | Alta 2.5 L4        | Connaught Engineering      | Stuart Lewis-Evans    | 4   |     |     |     |     |      |     |     |     |     |     | -1     | -1   |
| 1957    | Type B | Alta 2.5 L4        | Connaught Engineering      | Ivor Bueb             |     | Ret |     |     |     |      |     |     |     |     |     | -1     | -1   |
| 1958    | Type B | Alta 2.5 L4        | Bernie Ecclestone          | Ivor Bueb             | ARG | MON | NED | 500 | BEL | FRA  | GBR | GER | POR | ITA | MAR | NC     | 0    |
| 1958    | Type B | Alta 2.5 L4        | Bernie Ecclestone          | Ivor Bueb             |     | Ret |     |     |     |      |     |     |     |     |     | NC     | 0    |
| 1958    | Type B | Alta 2.5 L4        | Bernie Ecclestone          | Bruce Kessler         |     | DNQ |     |     |     |      |     |     |     |     |     | NC     | 0    |
| 1958    | Type B | Alta 2.5 L4        | Bernie Ecclestone          | Paul Emery            |     | DNQ |     |     |     |      |     |     |     |     |     | NC     | 0    |
| 1958    | Type B | Alta 2.5 L4        | Bernie Ecclestone          | Jack Fairman          |     |     |     |     |     |      | Ret |     |     |     |     | NC     | 0    |
| 1958    | Type B | Alta 2.5 L4        | Bernie Ecclestone          | Bernie Ecclestone     |     | DNQ |     |     |     |      | DNP |     |     |     |     | NC     | 0    |
| 1959    | Type B | Alta 2.5 L4        | John Fisher                | Bruce Halford         | MON | 500 | NED | FRA | GBR | GER  | POR | ITA | USA |     |     | NC     | 0    |
| 1959    | Type B | Alta 2.5 L4        | John Fisher                | Bruce Halford         | DNP |     |     |     |     |      |     |     |     |     |     | NC     | 0    |
| 1959    | Type C | Alta 2.5 L4        | Paul Emery Connaught Cars  | Bob Said              |     |     |     |     |     |      |     |     | Ret |     |     | NC     | 0    |
| Fuente: |        |                    |                            |                       |     |     |     |     |     |      |     |     |     |     |     |        |      |

- 1 El Campeonato de Constructores no existía hasta 1958.